# Ilya Kaminsky

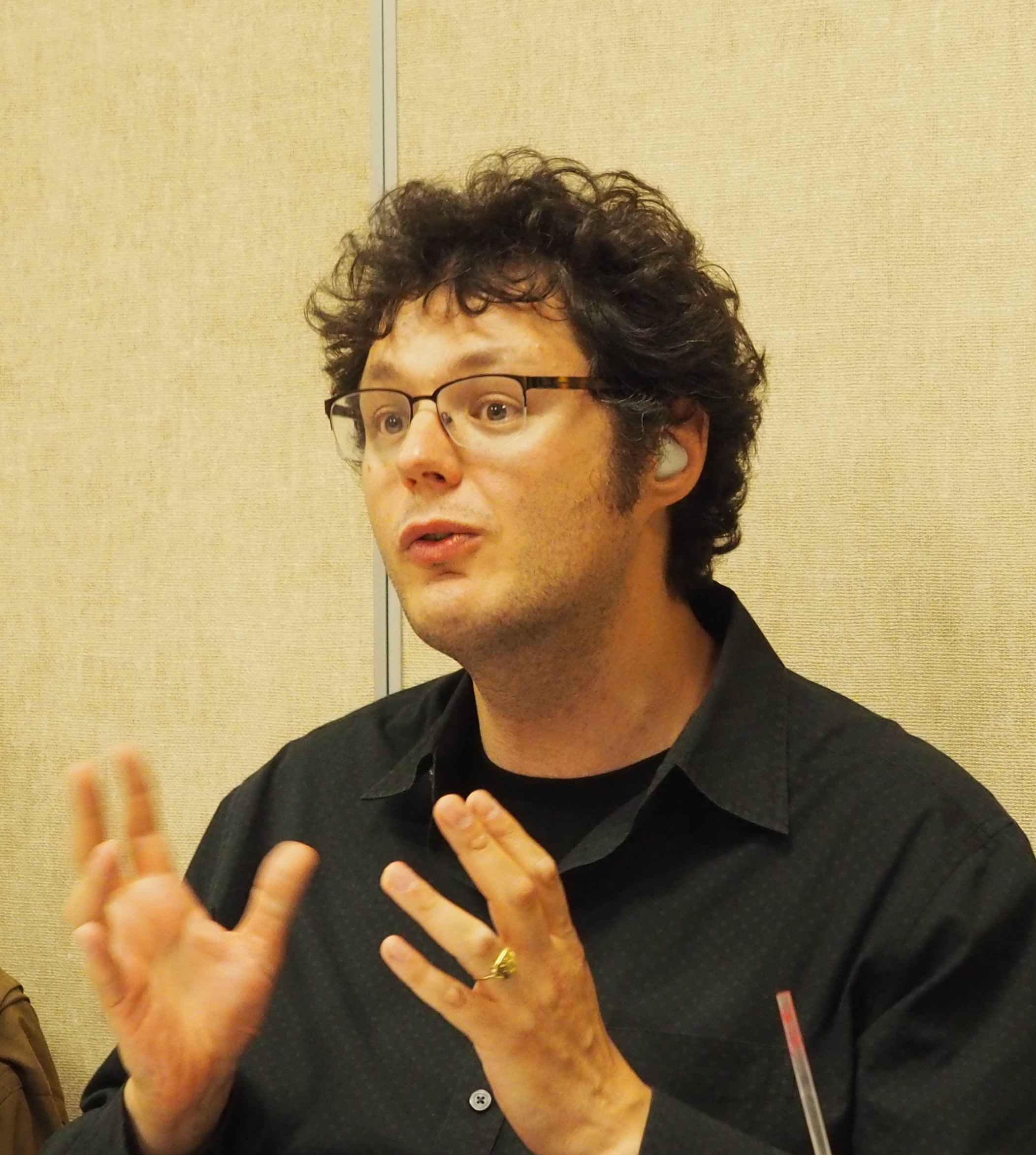
Apresentação durante o Split This Rock 2018, Washington, D.C.

Ilya Kaminsky (nascido a 18 Abril 1977) é um poeta, crítico, tradutor e professor com deficiências auditivas, nascido na URSS, ucraniano-russo-judeu-americano. É melhor conhecido pelas suas coleções de poesia Dancing in Odessa e Deaf Republic, que lhe renderam vários prémios.

## Vida
Kaminsky nasceu em Odessa, antiga União Soviética (hoje Ucrânia), aos 18 Abril 1977 numa família judaica. Ele ficou com deficiência auditiva aos quatro anos de idade devido a parotidite. Kaminsky começou a escrever poesia quando adolescente em Odessa, publicando um livro de bolso em russo intitulado A Cidade Abençoada.  A família recebeu asilo político para morar nos Estados Unidos em 1993 devido ao anti-semitismo na Ucrânia. Ele começou a escrever poemas em inglês em 1994.
O seu primeiro livro em inglês, Dancing in Odessa (Tupelo Press, 2004), recebeu vários prémios literários.
Kaminsky é bacharel em ciências políticas pela Universidade de Georgetown e doutoramento em Jurisprudência pela Universidade da Califórnia, Faculdade de Direito de Hastings. Trabalha como professor universitário no Ivan Allen College of Liberal Arts desde 2018.

## Honras e prémios
- Prémio Anisfield-Wolf Book 2020
- Bolsa da Academia de Poetas Americanos de 2019 [8]
- Bolsa Guggenheim de 2018 [9]
- Bolsa de Estudo Lannan 2008
- Prémio Badejo 2005
- 2005 Academia Americana de Artes e Letras Metcalf Award
- Prémio ForeWord de 2004 (revista) Livro do Ano em Poesia
- 2002 O Prémio Dorset
- Bolsa de Poesia de Ruth Lilly em 2001 [10]

## Trabalhos publicados

### Coleções de poesia
- Dançando em Odessa (Tupelo Press, 2004) ISBN 978-1-932195-12-5
- Музыка народов ветра (Ailuros Publishing, 2012; traduzido para o russo por Anastassiya Afanassieva) ISBN 978-0-9838762-8-1
- República dos Surdos (Graywolf, 2019)

Livros de bolso
- Musica Humana (Chapiteau Press, 2002) ISBN 978-1-931498-32-6
- /Родячие музыканты / Músicos itinerantes (Moscovo, Yunost, 2007; edição bilíngue com tradução russa de Polina Barskova) ISBN 5-88653-086-X

Editor
- "Antologia Ecco da Poesia Internacional" (Harper Collins, 2010)